# Junpei Mizobata
Junpei Mizobata (溝端淳平, Mizobata Junpei), né le 14 juin 1989 dans la Préfecture de Wakayama, est un acteur japonais. 

## Biographie
Il est connu pour avoir incarné Saga Kazuma dans Hanazakari no Kimitachi e. Depuis 2011, il interprète Shinichi Kudo dans les dramas live de la série Détective Conan.

## Filmographie

### Drama
- 2007 : Hanazakari no Kimitachi e (Fuji TV) - Saga Kazuma
- 2007 : Seito Shokun! (TV Asahi), Kazuma Kusakabe
- 2008 : Hanazakari no Kimitachi e SP (Fuji TV) - Saga Kazuma
- 2008 : Akai Ito (Fuji TV), Nishino Atsushi (A-kun)
- 2008 : Hachi-One Diver (Fuji TV) - Sugata Kentaro
- 2008 : Fukidemono to Imoto (TV Asahi)
- 2009 : Buzzer Beat (Fuji TV), Hatano Shuji
- 2009 : BOSS (Fuji TV), Hanagata Ippei
- 2010 : Shinzanmono (TBS), Matsumiya Juhei
- 2010 : Shaken BABY! (Fuji TV), Yamaoka Ryuta
- 2011 : Lettre de défi pour Shinichi Kudô : Le Mystère de l'oiseau légendaire (Kudo Shinichi e no Chousenjou~Kaichou Densetsu no Nazo~, TV Film) (NTV), Shinichi Kudo
- 2011 : Détective Conan : Un défi pour Shinichi Kudo (Kudō Shin'ichi e no Chōsenjō) (NTV), Shinichi Kudo
- 2011 : Mitsu no Aji ~ A Taste Of Honey ~ (Fuji TV), Yasushi Norisugi
- 2012 : Détective Conan Drama spécial : Shinichi Kudo et l'affaire du meurtre du Shinsengumi de Kyoto (Meitantei Konan Drama special: Kudō Shin'ichi Kyōto Shinsengumi Satsujin Jiken, TV Film) (NTV), Shinichi Kudo
- 2013 : 35-sai no Koukousei  - Koizumi Junichi
- 2014 : Shitsuren Chocolatier : Oliver Treluyer
- 2014 : Yuube no Curry, Ashita no Pan (NHK) : Masaharu Iwai
- 2014 : Onna wa Sore o Yurusanai (TBS) : Taisuke Takiguchi
- 2014 : Oyaji no Senaka (TBS) : Masaru Sasaki (Épisode 5)
- 2016 : Tachibana Noboru Seishun Tebikae (NHK) : Noboru Tachibana
- 2017 : Tachibana Noboru Seishun Tebikae Saison 2 (NHK) : Noboru Tachibana
- 2019 : Masked Reunion (Fuji TV et Tokai TV) : Yosuke Shintani
- 2020 : Scarlet (NHK) : Keisuke Sakata

### Films
- 2008 : Akai Ito
- 2008 : DIVE!!
- 2009 : Half Way
- 2010 : Kimi ga Odoru, Natsu
- 2010 : You Dance With The Summer
- 2011 :  High School Debut, Komiyama Yoh
- 2018 : The Crimes That Bind : Yuhei Matsumiya

### Émission
- Haranbakushou (Présentateur)

### Publicités
- 2008 : Akai Ito x POCKY
- 2009-2010 : Ippei Chan Yaki Soba
- Right On Clothing

## Récompenses
- 2nd Tokyo Drama Awards: Award dans la catégorie Newcomer/Nouveaux arrivants